# Pan-pan
Pan-pan er et internationalt nødråb, som indenfor luftfartens og søfartens radiotelefoni bruges til at indlede såkaldte ilmeldinger (engelsk: urgent call): Sådanne meldinger sendes fra et fartøj i situationer hvor der er fare for mennesker og/eller materiel, hvis der ikke kommer assistance "indenfor kort tid". Meddelelsen indledes altid med Pan-pan gentaget tre gange; "Pan-pan, pan-pan, pan-pan", efterfulgt af oplysninger om fartøjets identitet, situation, position og pilotens hensigter.
Pan-pan og ilmeldinger "haster" en grad mindre end nødmeldinger, hvor nødråbet Mayday anvendes. På havet kunne det f.eks. være ved motorstop hvor fartøjet driver mod kysten: Der er ikke en overhængende faresituation, men der kræves alligevel hurtig assistance før situationen udvikler sig.